# Differenzen-Quotienten-Verfahren
Das Differenzen-Quotienten-Verfahren ist eines von mehreren Verfahren zur  Kostenauflösung, welches im Rahmen der Kosten- und Leistungsrechnung angewandt wird.  

## Definition
Das Differenzen-Quotienten-Verfahren trennt die Gesamtkosten eines Unternehmens in  fixe und variable Kosten durch die Bildung von zwei Differenzen (Kostendifferenz und Outputdifferenz), die dann zueinander ins Verhältnis gesetzt werden.  

## Beispiel
Ein Unternehmen produziert in Periode 1 (z. B. Januar) 10.000  und in Periode 2 (z. B. Februar) 15.000 Outputeinheiten. In Periode 1 betragen die Gesamtkosten des Unternehmens 100.000 € und in Periode 2 betragen die Gesamtkosten 120.000 €.
Die Erhöhung der produzierten Menge um 5.000 Produkteinheiten hat also zu einer Erhöhung der Gesamtkosten um 20.000 € geführt. Daraus wird geschlossen, dass jede einzelne Outputeinheit die Kosten um 20.000 / 5.000 = 4 € erhöht. Die variablen Stückkosten müssen also 4 € betragen.
Wenn eine Outputeinheit variable Stückkosten von 4 € verursacht, dann verursachen 10.000 Outputeinheiten variable Kosten von insgesamt 4 * 10.000 = 40.000 €. Wenn Die Gesamtkosten bei 10.000 Outputeinheiten 100.000 € betragen und davon 40.000 € variabel sind, dann müssen die restlichen 60.000 € Fixkosten sein. 
Daraus lässt sich die Kostenfunktion des Produktionsprozesses herleiten:
K = 60.000 + 4x
Mit Hilfe dieser Kostenfunktion können für jede beliebige Outputmenge x die Gesamtkosten (K) ermittelt werden.

## Formel
{\displaystyle k_{\mathrm {v} }={\frac {K_{\mathrm {2} }-K_{\mathrm {1} }}{x_{\mathrm {2} }-x_{\mathrm {1} }}}}
{\displaystyle k_{\mathrm {v} }} = variable Stückkosten
{\displaystyle K_{\mathrm {1} }} = Gesamtkosten der Periode 1
{\displaystyle K_{\mathrm {2} }} = Gesamtkosten der Periode 2
{\displaystyle x_{\mathrm {1} }} = Outputmenge der Periode 1
{\displaystyle x_{\mathrm {2} }} = Outputmenge der Periode 2

## Kritik am Differenzen-Quotienten-Verfahren
- Das Verfahren unterstellt eine lineare Kostenfunktion. Es führt bei nicht linearen Kostenfunktionen zu falschen Ergebnissen.

- Wenn bei der Erhöhung der Outputmengen sprungfixe Kosten auftreten, führt das Verfahren ebenfalls zu falschen Ergebnissen

- Wenn die den Berechnungen zugrunde liegenden Outputdifferenzen zu gering sind, wird das Verfahren sehr ungenau

- Zufälligkeiten bei Kostenschwankungen wirken sich auf das Ergebnis des Verfahrens aus